# ملعب فرحات حشاد
ملعب فرحات حشاد هو ملعب خاص بـنادي المحيط القرقني يستقبل فيه نادي المحيط القرقني منافسيه

## معرض الصور

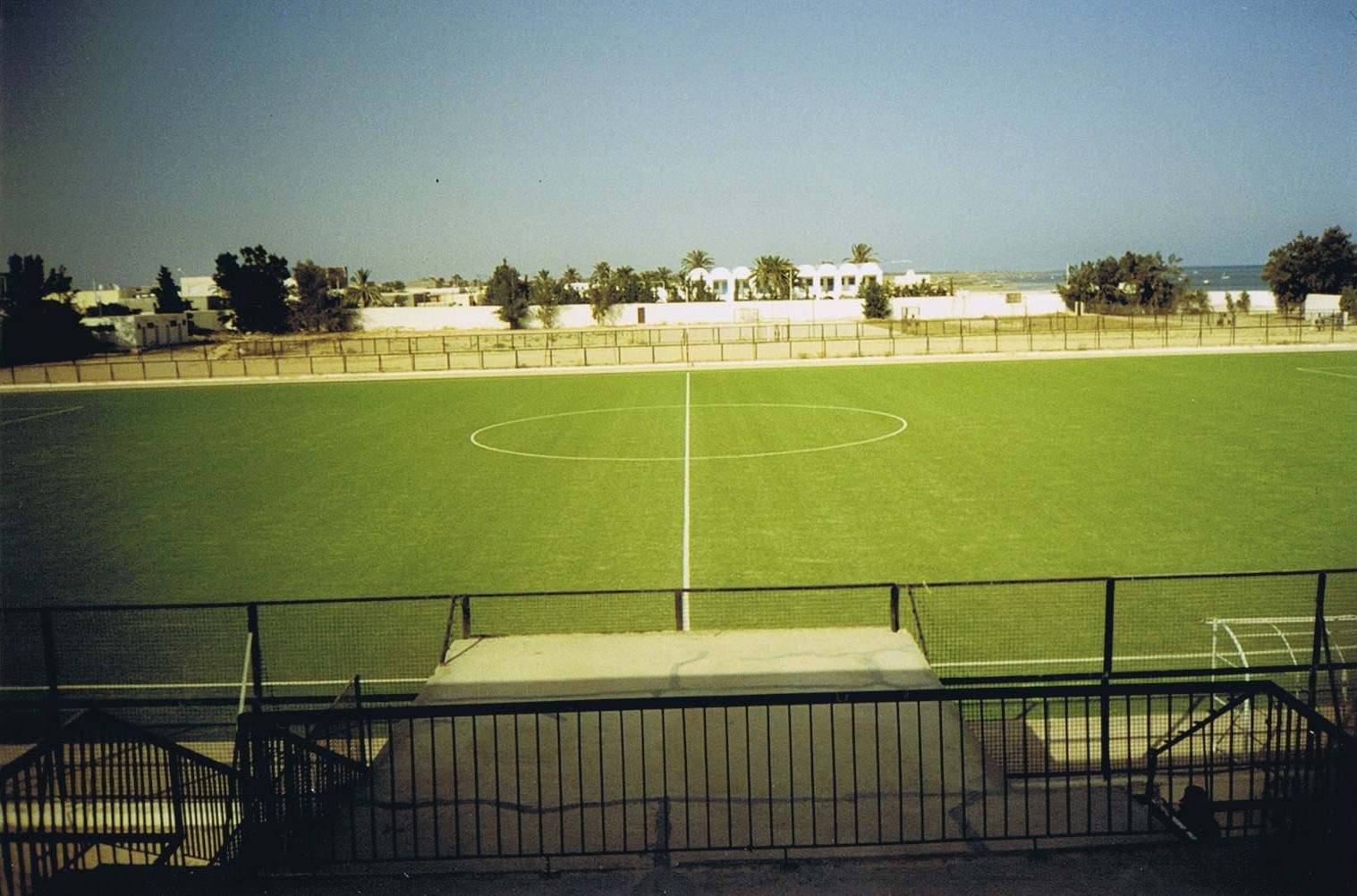
منظر للمدرج عام 1999 قبل تحديث الاستاد
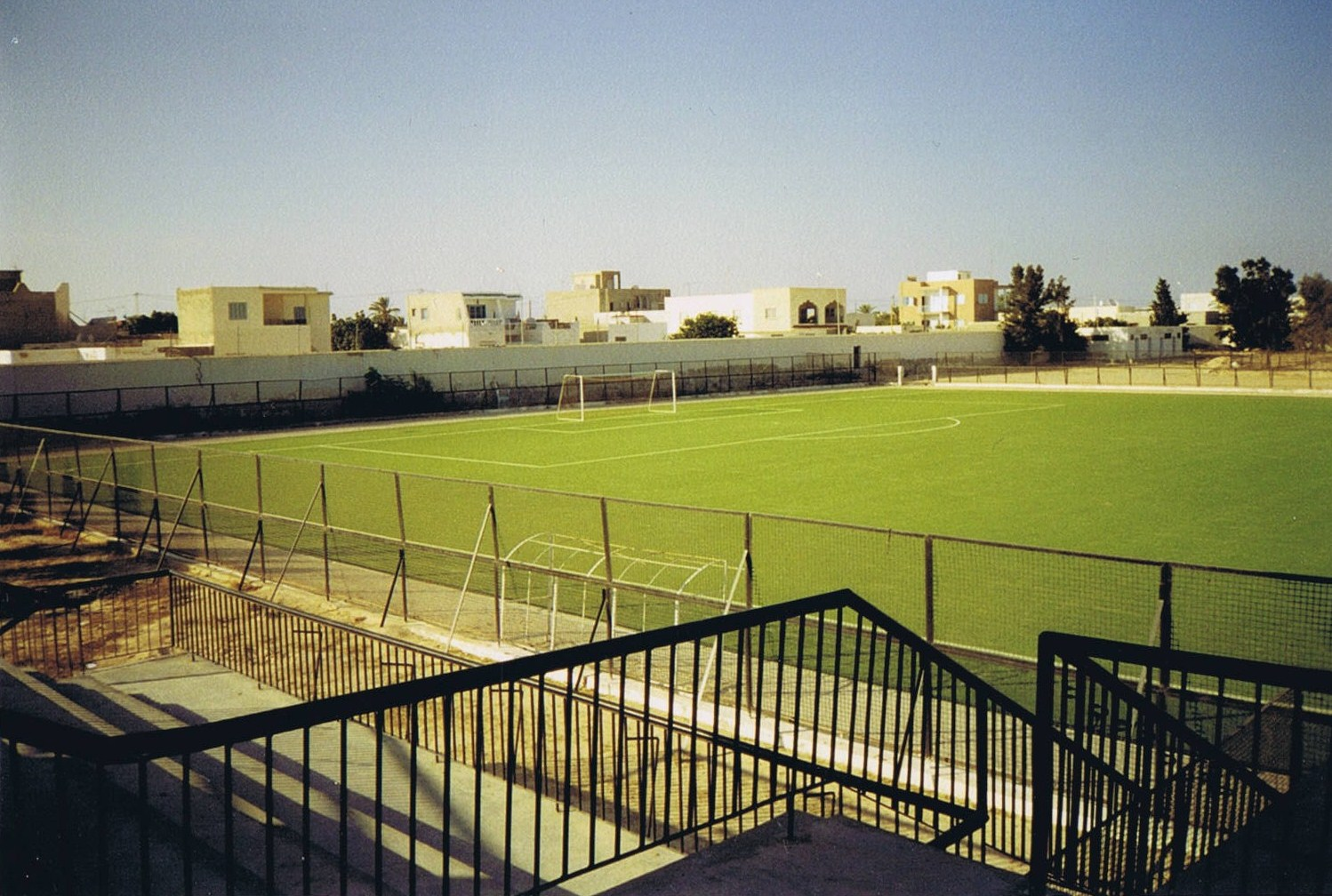
منظر للمدرج عام 1999 قبل تحديث الاستاد
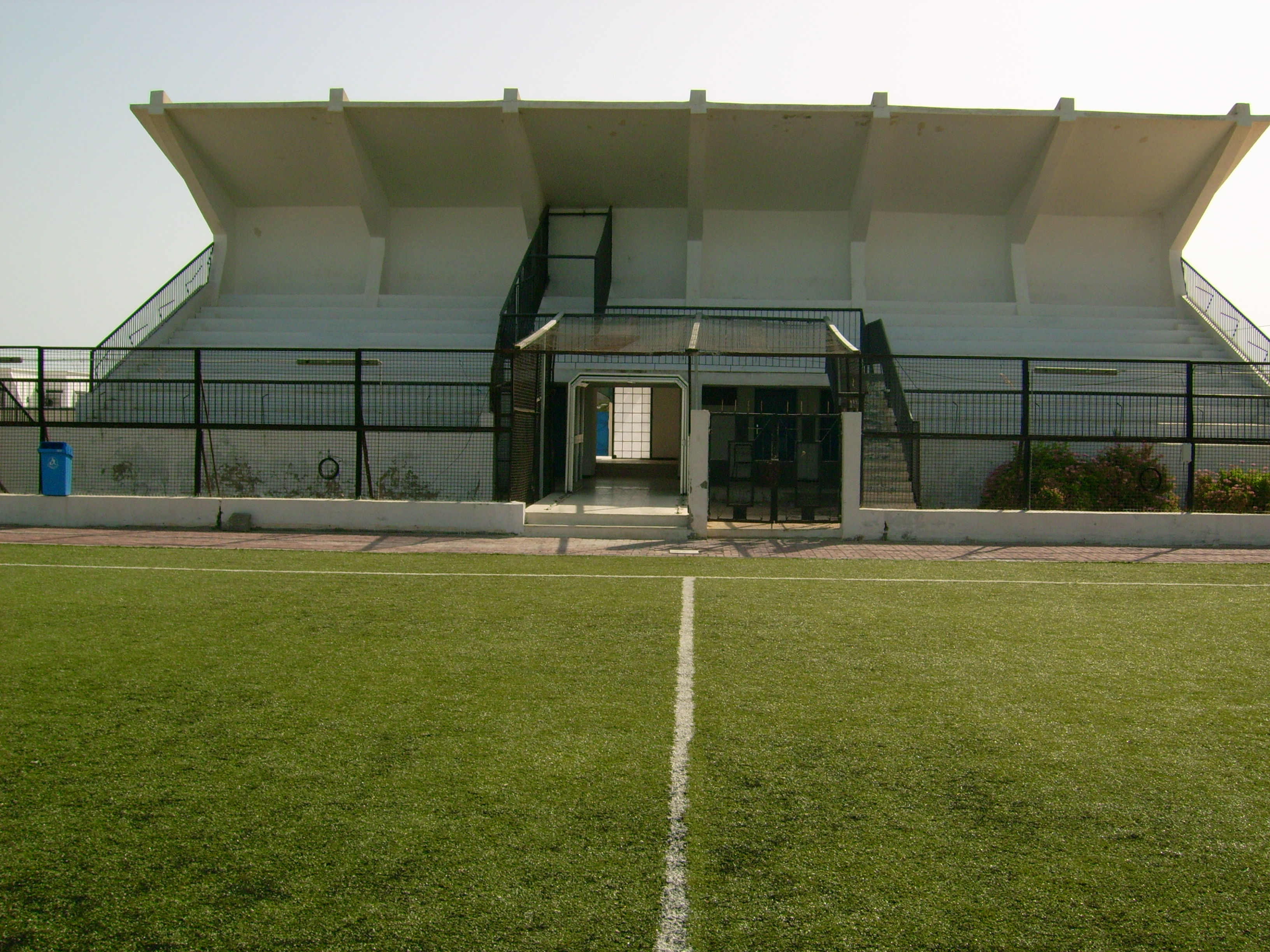
المدرج في عام 2009 بعد تحديث الملعب
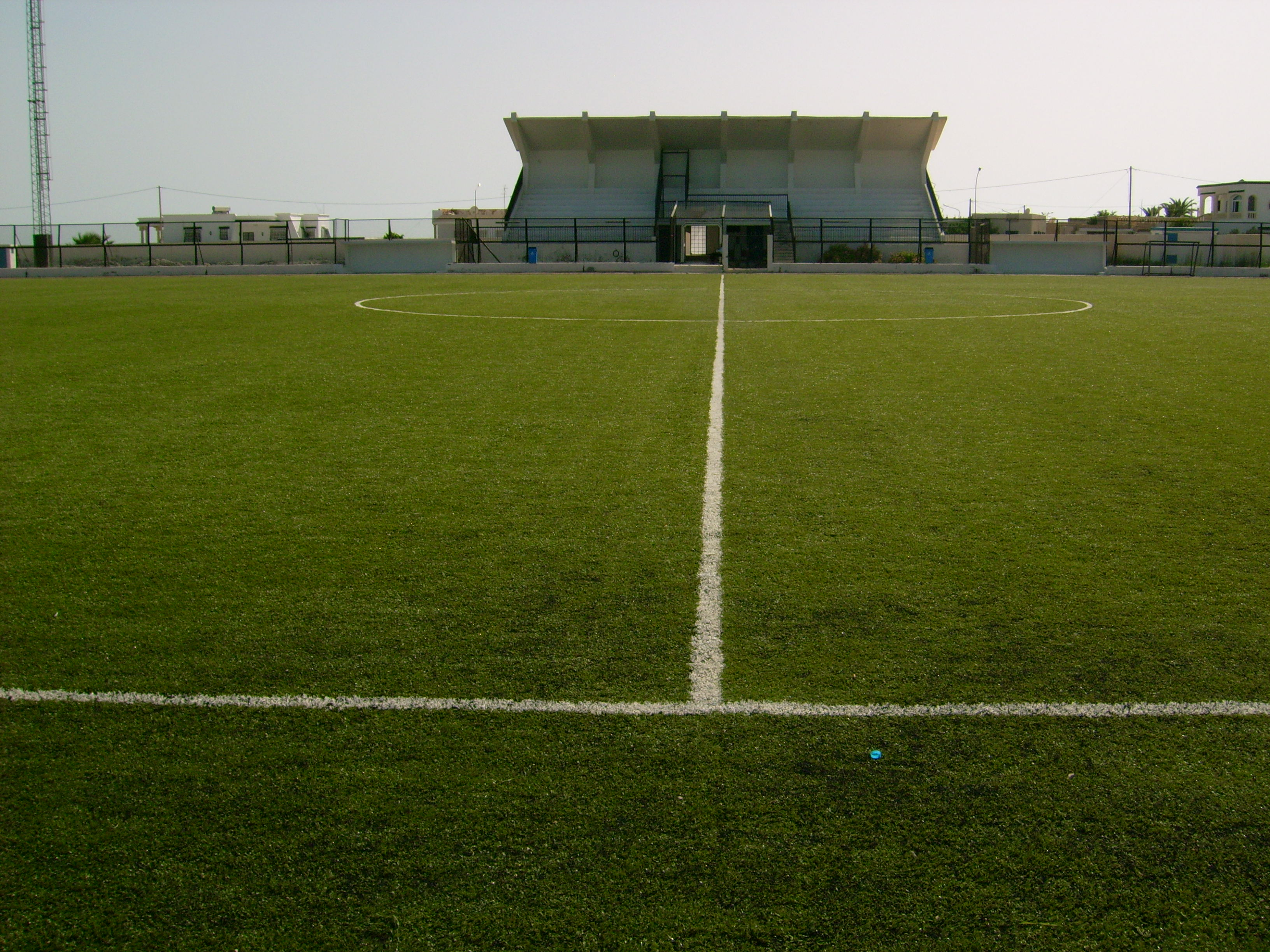
العشب في عام 2009 بعد ترقية الملعب
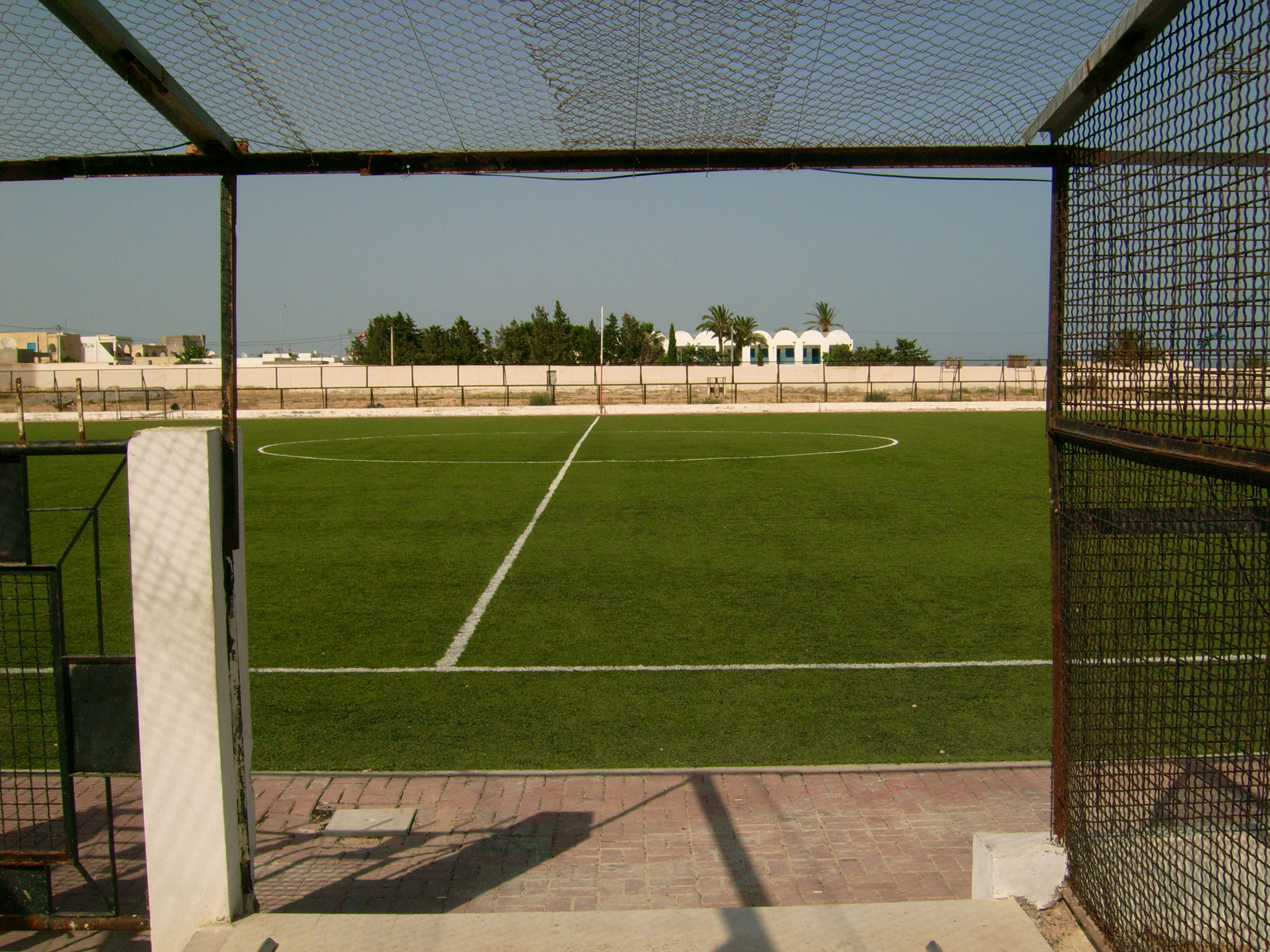
منظر العشب من المدرج بعد تحديث الملعب (2009)
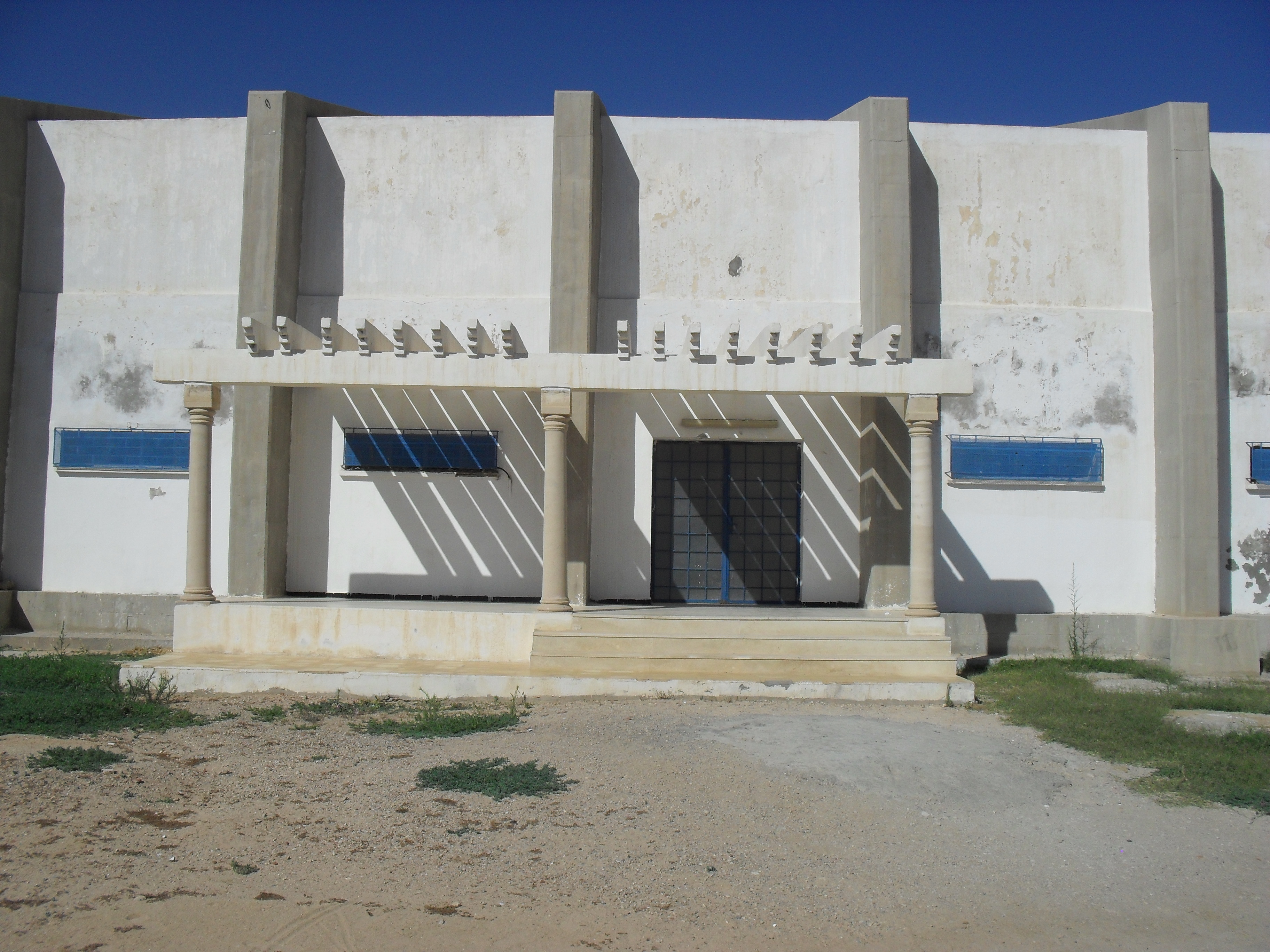
مدخل غرفة تغيير الملابس عام 2012